# Исаия Трофимович-Козловский
Игумен Иса́ия (фамилия в миру Трофи́мович-Козло́вский; XVI век — 1651, Киев) — малорусский православный церковный деятель, писатель, педагог, сотрудник митрополита Петра Могилы, первый игумен Братского Киевского монастыря (1633—1638). Первым из русинов стал доктором богословия.

## Биография
Учился в Западной Европе.
В июне 1631 года из Львова, где он был учителем Львовской братской школы, приглашен Петром Могилой занять место профессора в предположенной им к открытию коллегии в Киеве.
К началу учебного года прибыл в Киев и руководил учением в новооткрытой в Лавре школе.
В 1633 году ездил в Константинополь за патриаршим благословением на посвящение в митрополиты Петра Могилы.
С открытием Киево-Могилянской коллегии при братском Богоявленском монастыре, сделался в 1638 году первым её ректором; в то же время он был игуменом Пустынно-Николаевского монастыря.
Был самым деятельным помощником Петра Могилы в его просветительной деятельности; особенно видное участие принимал он в работах Киевского собора 1640 года. 9 сентября 1640 года, после особой речи, представил собору «Православное исповедание веры» Петра Могилы, а 15 сентября того же года этот собор признал его доктором богословия.
«Православное исповедание веры» издано впервые в Киеве в 1645 году и затем многократно переиздавалось и было переведено на многие языки.